# Керченський загін морської охорони
Керченський загін морської охорони  ('
23 ЗгМО', в/ч 1472) — колишнє формування Морської охорони ДПСУ, що охороняло морську ділянку державного кордону в Азовському морі — 154,7 морських миль (249,5 км) та Керченській протоці — 30,4 миль (49 км). 
Керченський загін морської охорони контролював узбережжя Азовського моря в межах Донецької, Запорізької та Херсонської областей.

## Історія
31 липня 1994 року в місті Керч утворена 23-тя окрема бригада прикордонних сторожових кораблів (ОБрПСКР) Прикордонних військ України. До її складу увійшли кораблі і катери з Одеської та Балаклавської бригад. 
На початку 2000-х років 23 ОБрПСКР перейменована в 23-й Керченський загін морської охорони Держприкордонслужби України (в/ч 1472).
У 2011 році корабельно-катерний склад загону поповнився кораблем морської охорони спеціального призначення «Онікс», в минулому турецької шхуни «Баба Хасан», заарештованої морськими прикордонниками Одеського загону морської охорони в 2010 році за незаконний вилов риби в територіальному морі України. Шхуна була вилучена, відремонтована і передана в Керченський загін.

### Анексія Криму
28 лютого 2014 року, вночі Керченський загін морської охорони, у складі дивізіону, за наказом керівництва Азово-Чорноморського РУ ДПСУ, здійснив переміщення з пункту базування Керч в морський порт Бердянськ. Морська ділянка державного кордону України в районі Керченської протоки залишилася без охорони. Охорону Керченської поромної переправи здійснював прикордонний наряд ДПСУ в кількості до 20 осіб.
3 березня 2014 року після опівночі до морських прикордонників Керченського загону на Генмолу приїхали 3 автобуси з озброєними людьми без розпізнавальних знаків. Невідомі у масках оточили територію Керченського загону морської охорони, і після переговорів з українськими прикордонниками безперешкодно зайняли територію частини.
18 березня 2014 року державна прикордонна служба України почала вивід морської охорони з Криму

## Структура
До складу загону входять:
- управління загону (м. Керч)
- окремий дивізіон катерів морської охорони (м. Бердянськ, Запорізька область)
- окремий дивізіон катерів морської охорони (м. Маріуполь, Донецька область; 7 катерів)
- підрозділи забезпечення.

## Корабельний склад
Станом на лютий 2014 року:
- Два кораблі морської охорони проєкту 205П «Буковина» та «Донбас» (б/н BG-31 та BG-32 відповідно)
- корабель морської охорони спеціального призначення «Онікс» (б/н BG-59)(трофейна шхуна)
- Катери морської охорони проєкту 1400М «Гриф-М» (з б/н BG-110, -112, -114, -118, -119)
- Малі катери морської охорони проєкту 50030 «Калкан» - 4 од.
- Малі катери морської охорони проєктів «Galia 640», UMS-600, «Hevy Duty 460» по одному.

## Командири
капітан I рангу Юрій Лошак (2008–2014 рр.)